# IZM
IZM (кор. 이즘, Ijeum) — південнокорейський онлайн-журнал, який публікує рецензії на поп-музику, статті та інтерв'ю з артистами. Він був заснований у серпні 2001 року музичним критиком Ім Джін Мо та редагується музичним критиком Чан Чжун Хваном.